# Carmen Martínez Castro
Carmen Martínez Castro, née en 1961 à Caracas, est une journaliste et femme politique espagnole membre du Parti populaire (PP).
Elle est secrétaire d'État à la Communication entre décembre 2011 et juin 2018.

## Biographie

### Jeunesse et formation
Carmen Martínez Castro nait en 1961 dans la ville vénézuélienne de Caracas. Elle étudie à l'université complutense de Madrid où elle obtient une licence en sciences de l'information.

### Journaliste
Elle commence sa carrière professionnelle au sein de la chaine Radio 80 puis à Antena 3. Elle laisse de côté la radiophonie pour se consacrer à la presse écrite en collaborant avec ABC et La Razón puis la presse télévisuelle lorsqu'elle présente différents programmes dont un programme de débats sur RTVE. Elle a été sous-directrice de La Linterna et La Mañana sur la chaine Cadena COPE et directrice de Herrera en la Onda de la chaine Onda Cero.

### Secrétaire d'État
De novembre 2006 à décembre 2011, elle est directrice de la communication du Parti populaire.
Le 23 décembre 2011, elle est nommée secrétaire d'État à la Communication par la vice-présidente du gouvernement Soraya Sáenz de Santamaría. Elle prend possession le lendemain et remplace Félix Monteira. Durant son mandat, elle est particulièrement chargée d'élaborer la stratégie communicationnelle du gouvernement face aux nombreux cas de corruption qui éclatent au sein du PP. Pour récompenser son travail, elle est confirmée dans ses fonctions par Mariano Rajoy et son département est promu dans l'organigramme gouvernemental au rang de secrétariat d'État, en novembre 2016.